# 華語電影
華語電影是指用華語（廣義，不限標準漢語）製作的電影。首部華語電影是於1905年北京「豐泰照相館」所製作的第一部黑白無聲電影《定軍山》。隨後在上海與香港有更多華語電影拍攝，其中香港（港产片）在1990年代成为世界第二大电影出口基地、世界第三大的电影制作中心，被称为“东方好莱坞”、“华语梦工场”、“东方之珠”。
金鸡奖、百花奖、香港電影金像獎、金馬獎是華語電影著名的電影獎。

## 術語定義
1950、1960年代，新馬地區就將港產片（粵語）、廈語片（閩南語）、國語片（北京官話）一概稱為「華語電影」。之後香港媒體也開始使用「華語電影」一詞，許維賢認為這是當時新馬與香港兩地媒體頻繁交流影響。
2004年前後，鲁曉鵬和葉月瑜提出「華語電影（英語：Chinese-language cinema）」作為「一个更为全面的术语，包含一切与华语相关的在地、国家、区域、跨国、漂泊离散以及全球的电影」，已在中國大陸、香港、台灣、英美學術界使用，鲁曉鵬和葉月瑜將此術語定義為「那些主要使用华语方言，在大陆、台湾、香港及离散华裔社群制作的电影，其中也包括那些与其他电影工业跨国合作生产的影片」。

## 开端
已知中國第一次放映電影是1896年6月30日在上海徐园放映的外國電影，當時電影稱為「西洋影戏」。1904年慈禧太后七十寿辰之际，英国驻北京公使进献放映机一架、影片数套以示庆贺，第一套电影专业器材和专业素材因而进入中国。中文的电影一词起源于天津。1905年6月16日，天津《大公报》刊登英商快利洋行的一则广告《活动电光影戏出售》，文中写道“兹由外洋运到新式电影机器一副……”，这是文献记载“电影”二字组合第一次出现。从此以后，借由《大公报》在京津冀的影响，“电影”一词开始普及。
1905年北京“丰泰照相馆”的老板任庆泰拍攝第一部黑白无声电影《定军山》。（当年刚好适逢京剧老生谭鑫培60寿辰，于是任庆泰就为其拍攝中国第一部电影《定军山》，而老生谭鑫培是第一位中国电影演员。）《定军山》从来没有见过有相应的电影拷贝现世，只有当时照相馆的伙计口述形成模糊的历史，就连存世的唯一一帧照片也来源不明。目前譚鑫培主演的《定軍山》是公認为華人拍攝的第一部電影，可是電影的具体细节却沒有現存史料可以查考。（電影史書记载「為了慶祝譚鑫培六十歲生日」為由，豐泰照相館的老闆任慶泰就在照相館內的院子裡拍起電影，而且一共拍攝了「請纓」、「舞刀」「交鋒」三場戲。）
第一部華语、华人纪录電影诞生于19世纪末，第一位被记录的公众人物就是李鴻章。1896年8月28日，李鴻章以清朝特使身份出席俄國沙皇尼古拉二世就職大典，隨後再以大清前直隸總督兼北洋大臣的身份，搭乘「聖-路易斯號」郵輪抵達美國紐約，對美國進行訪問。愛迪生主持的公司的摄影师威廉·甘迺迪·迪克森就紀錄下這位特使的點滴，這段新聞影片的片名就叫做《李鴻章─第四大道與百老匯》（Li Hung Chang - Fourth Avenue and Broadway）。
在1913年郑正秋、张石川和黎民伟分别在上海和香港拍摄了中国最早的短故事片《难夫难妻》和《庄子试妻》，到1920年上海产生第一部长故事片。电影传入中国之初，电影拍摄在资金、设备、技术上都要依仗外国资本。另一方面，早期电影创作（无论在中國大陆、香港、台湾）从观念、取材到表现形式上都可以看到各种民族戏剧元素（京剧、文明戏、粤剧、歌仔戏等）的深厚影响，这是中国传统文化打在早期电影上的一块明显“胎记”。到20年代中期很多大城市也开始出现大型电影公司制作电影，像广州、長春、漢口等城市，这也让各地区的文化渗透进电影中。

## 歷史

### 默片年代（1905年至1930年代）
早期，中国拍摄的电影多为短片，亦或是戏曲电影。1921年拍摄的三部剧情长片《阎瑞生》、《海誓》、《红粉骷髅》被视为中国类型片的肇始，亦是中国电影商业化的开端。《阎瑞生》上映之初获得了巨大的成功，但不久它与同类型影片《张欣生》即因社会舆论被官方禁映，成为中国最早的禁片。而官方主导的电影审查制度，则要到北伐战争后，国民政府名义上统一中国后方才确立。
随着电影商业化的成功，中国电影制作日渐成熟。当时的电影主要以新事物的姿态进入百姓生活，因此大多数的题材都是实在的生活小品。1920年代至1930年代初，在黎民伟、张石川、郑正秋、孙瑜等先驱的努力下，默片时代明星辈出，如胡蝶、阮玲玉、金焰、王人美、黎莉莉、徐来等，也誕生了很多著名电影作品，如《劳工之爱情》、《野草闲花》、《野玫瑰》、《渔光曲》、《神女》、《大路》、《新女性》等。

### 有声电影（1930年代至1949年）

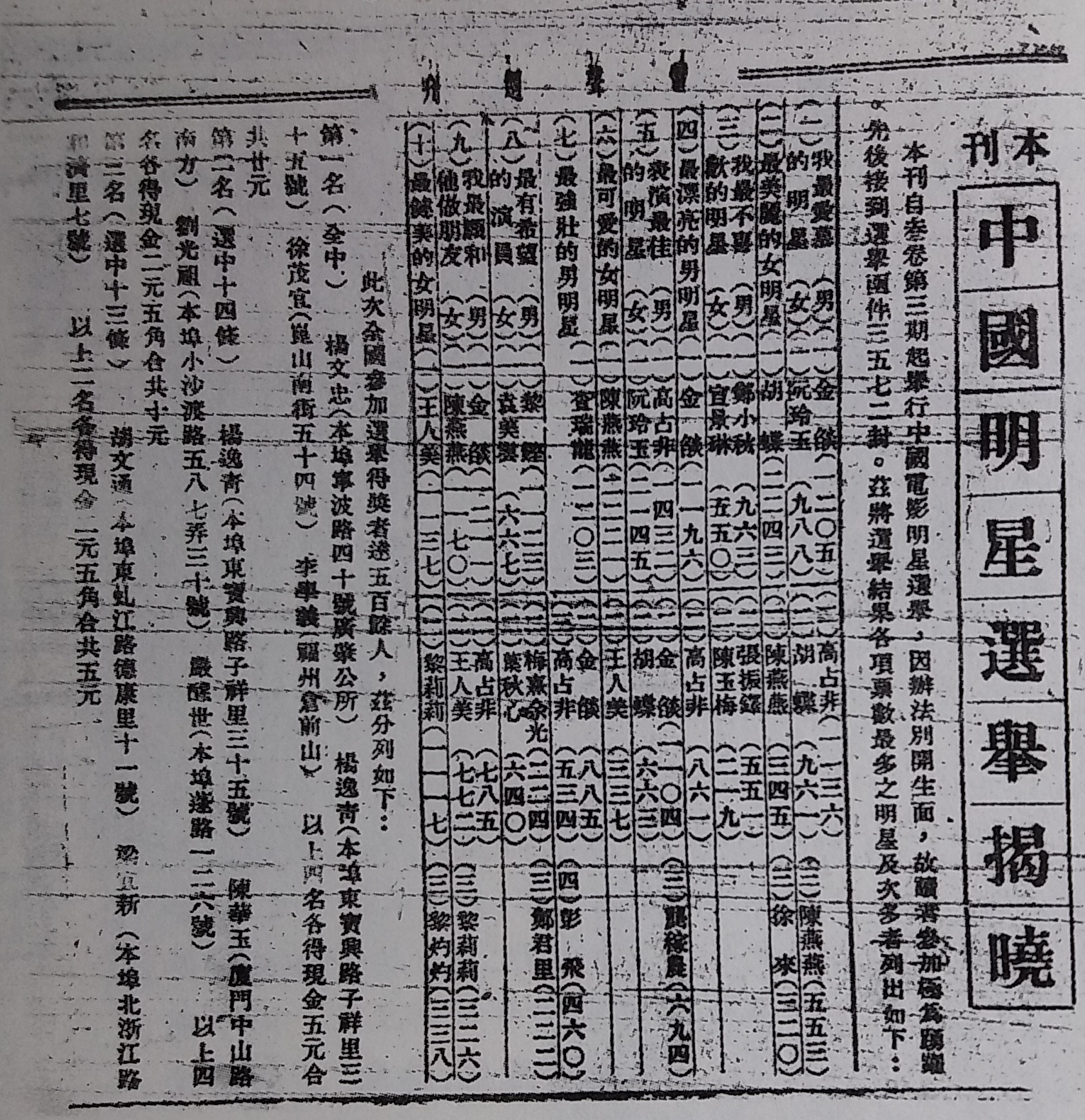
1930年代电影杂志《电声周刊》为振兴电影发起“中国电影明星选评”的评选结果

1930年代开始，全球电影从默片时代进入有声电影时代。同时，中国经历抗日战争、国共内战，几乎摧毁了一切的电影设备，电影拍摄以及制作的条件非常恶劣，但是一群电影制作人仍旧坚持拍摄电影。而电影也真正从纯粹的精神消费品变成承担社会民族责任的媒体。当时的电影主要体现民族主义和爱国精神，以反映现实生活和社会制度为主。
而中國第一部有聲電影《歌女紅牡丹》，則於1931年由民眾影片公司出版。兩年後的1933年被称为“中国电影年”。《狂流》、《三个摩登女性》、《春蚕》、《铁板红泪录》、《盐潮》、《上海24小时》、《小玩意》、《姊妹花》等一大批左翼电影在这一年公映。其中《三个摩登女性》是当时最早引起社会轰动的左翼作品。1936年，成立不久的新华影业公司凭借影片《壮志凌云》在1930年代左翼电影的浪潮中崛起成为当时中国电影业的领头羊。
而一群逃难的中国新贵族聚在上海的黄浦江上，他们迫切需要电影文化的抚慰，使得上海电影得到迅猛发展，电影公司纷纷成立，每年拍片的量数以百计，让上海成为全中国的电影工厂。当年的明星像周璇、赵丹、白杨等等都拥有大批的影迷，还岀现了像1948年费穆导演作品《小城之春》这样的经典。
值得一提的就是来自太平洋彼岸的好莱坞电影也开始进入中国，让中国的电影制作人能吸纳不同风格的电影元素，提高了创作电影的素质。
二戰勝利及國共內戰基本結束後，中國共產黨控制了中國大陸地區並建立了中華人民共和國政府，中國國民黨執政的中華民國政府退居臺灣，而香港也在戰後不断恢复，电影工作者重新开始电影创作。同時，華語電影隨两岸三地的不同意识形态，進入了形式各异、各自发展的时代。

#### 中國大陆（1949至1976年）
五十年代初，中國大陆电影人有着教育广大革命群众的使命。
“文化大革命”前期，电影文化受到打击，电影制作题材受到限制，仅剩下八套“样板戏”（包括：京剧类型的《智取威虎山》、《奇袭白虎团》、《红灯记》、《海港》、《杜鹃山》，芭蕾舞类型的《白毛女》、《红色娘子军》，交响乐类型的《沙家浜》）。当时的影片具有浓厚的政治味，除了革命式的象征意念，依然是严谨的任务式高规格的艺术制作，受政治意念笼罩的文艺作品仍然保留了一定的艺术水平。值得一提的是，1964年集音乐、舞蹈、诗歌于一体的史诗式彩色电影《东方红》登场，这是大陆第一部彩色电影，动用了超过3000人的庞大阵容，云集了当时大陆文艺界的著名演员王昆、郭兰英、才旦卓玛、刘秉义、李光羲、邓玉华、柳石明、张越男等，也诞生了别具特色的革命电影歌曲，如《南泥湾》、《井冈山》、《游击队歌》、《情深谊长》等。
1973年，正規的电影创作得到恢复，长春电影制片厂首先开始改编和拍摄故事片《艳阳天》。随后又拍摄了《火红的年代》、《青松岭》、《战洪图》、《创业》和《海霞》等一批優秀影片。此間拍攝的一批政治味電影受到政治勢力的打擊如1975年的《创业》受到四人帮的批评。文革后期拍摄的《春苗》、《反击》等，也被烙上反党的“走资派”印记。电影受政治党派利益斗争的严重影响，而文革以来对传统中华文化的颠覆直接反映在电影中。文革结束后，饱受政治清洗的人们推出伤痕文学，这些文学作品不断改编为电影，重新反思种种扭曲的人性，对社会产生了巨大影响。

#### 香港电影（粤语片 1950至1970年）
经历了战后的缓慢复苏，以粤语为基调的香港粤语片开始在当地流行。早期的香港粤语片主要以粤剧题材为主，后来由于语言贴近，逐渐发展成为贴近劳苦大众生活的苦情戏和娱乐大众的喜剧、武侠片，更有以“中联公司”带头的社会教育片。及至，香港電影開創了粵語電影模式，與當時香港的國語電影一同互相輝映，為日后香港的電影王國地位提供不可缺少的多樣化題材。
六十年代开始，粵語片岀现了以影星曹达华、素秋、曾江、雪妮等为代表的传奇武侠神话片，如《如來神掌》、《仙鶴神針》、《可憐天下父母心》等等；以陈宝珠、萧芳芳、吕奇、谢贤等为代表的青春玉女片，如《玉女添丁》、《女殺手》、《難兄難弟》、《山水有相逢》、《豪門夜宴》等等；一大批別具一格的粵語片明星湧現，如梁醒波、新马师曾、红线女、关德兴、石坚、白雪仙、任剑辉等，他们大多数是粤剧大老倌，可见当年的香港粤语片保留了大量传统的粤剧元素；这些另类而具有香港特色的片种深入民心，也成为了香港的特色文化。
七十年代，岀现了一位改变華語電影模式的传奇人物——李小龙。李小龙的功夫片让華語電影走向世界，为香港电影提供了资本的积累，由此奠定了香港电影结实的基础，培养了一大批风格各类的电影制作人，也开创了香港电影成为华语电影先驱的东方电影梦工厂的地位。

#### 香港（国语片 1950至1970年）
相对于香港粤语片，国语片以金壁辉煌的大制作取胜。华丽的舞台，闪烁的大片厂，为香港国语片提供了有别于大陆和台湾的风格。“电懋”和“邵氏”两间大公司以垂直式产销结合的方式拍摄了大量赏心悦目的歌舞片和古装黄梅调戏。也缔造了一大批影星：李丽华、林黛、葛兰、乐蒂、凌波、狄娜纷纷得令。
六十年代中期，华语影视大亨邵逸夫爵士旗下的“邵氏电影”大力拍摄武俠片，擅长塑造大侠的張徹导演先后捧红了王羽、姜大卫、狄龙、陈观泰等影星，到后来“嘉禾电影公司”的李小龙，开创了香港电影以男性刚阳为格调的武侠电影。李小龙更成为第一位冠绝世界的华人巨星，香港电影业自此真正演变成华语娱乐圈的造星工厂。
从上海移民到香港的大导演李翰祥大胆运用西方电影形式，重新阐述沉重的中国历史，开创了香港电影的中国历史片风潮；而从北京移民到香港的胡金铨导演，改革了传统武侠电影的节奏，加插大量武术动作效果，革新了武侠电影，两位大导演一同开创了香港电影风靡全球的前奏，也为日后香港成为全球华语电影制作中心奠定了坚实的基础。

#### 台湾（國語片 1950至1975年）
一群伴随着国民党政权的上海电影制作人来到了台湾，同时把他们的制作经验、电影风格和模式一同带入台湾的电影制作中。因此五六十年代台湾电影进步神速，但部分题材仍保留着旧上海电影的写实浪漫风格，不过除此之外还岀现了名著改编的古装片、具有浓厚台湾原住民特色的乡土片、侠士武打片、叙述国共内战阴影的战争片以及聊斋灵异性的鬼片。其中张彻导演的《阿里山风云》更是乡土片的代表作，其主题曲《高山青》更为海峡两岸人民所乐道，这也是二战后第一部在台湾制作完成的国语电影。
1970年代，宥於當時台灣高度威權的社會氣氛，以抒情文艺为主的“三厅电影”大受欢迎，所谓的“三厅”指的是餐厅、客厅、咖啡厅。浪漫文艺的爱情片大行旗鼓，其中以“双林双秦”式的爱情故事最受欢迎，“双林”指林青霞和林凤娇，“双秦”则是秦祥林和秦汉，加上邓丽君柔情悦耳的歌喉，成为当时台湾电影的格调。这样的格调使台湾电影打破两岸政治隔阂，進入大陆民众的视野，加强了两岸民众的了解和交流。值得回味的是，当时诞生了“瓊瑤式的愛情文藝電影”以及“胡金銓導演式的新派武俠片”:李行導演拍攝的《婉君表妹》和胡金銓赴台拍的港片《龍門客棧》以及《俠女》。另外，一批具有强烈政治色彩的电影应运而生，这类愛國政宣片很快就占据一定的市场：劉家昌導演的《黃埔軍魂》、《梅花》等等；而战后成长起来的新生代也呼唤了校园片的风靡。

#### 中國大陆（1977至1995年）
1978年改革开放政策实行，一连串诉说文革苦难的傷痕电影展开了电影创作向人性的回归和艺术的追求。由伤痕文学改编而来的影视作品成为七十年代末八十年代初的电影主题，如改编自古华作品由刘晓庆主演的《芙蓉镇》，这些作品充满了批判，反思文化大革命给人性带来的毁灭性伤害，也对国家和民族的未来充满希望。
到了八十年代，随着陈凯歌、田壮壮、张艺谋、吴子牛、黄建新、李少红、胡玫等第五代导演的出现，1984年伴着《黄土地》中摄人心魄的大西北旋律，一種大陸特殊民俗風情的選材风行了整個八十年代的大陸电影，使得大陆的华语电影创作创出了一条自己的路。1993年，田壮壮导演，吕丽萍主演的《蓝风筝》被禁演；1994年，张艺谋导演，巩莉，葛优主演的《活着》被禁演。由于內地不符社會發展的審批制度，讓很多有創作力的年輕導演開始走嚮地下獨立作品的道路，大陸的獨立電影多以民生角度反映社會底層的生存狀況以及描繪大陸快速轉型期各階層領域的訴求，對比于政府自上而下任務式的宣傳電影，更能得到不同民众的共鳴和启發。可是受到廣播部門的某些尺度標準，以及某些審評人員的所謂個人價值觀和道德觀，讓很多優秀的大陸電影作品無法正常的展現在觀众的視野中，這些與社會發展極不符閤的思維控製方式，大大限製電影製作的百花齊放，不過大陸民众已經不斷呼喚新的電影空間。
第五代导演个人风格的浓烈及大胆的艺术追求成为八十年代大陆电影的标志。
20世纪80年代開始，一批从电影学院毕业的年轻人进入了电影的拍摄工作，由于他们的电影具有与以前五代不同的风格，題材多涉及覆蓋弱勢群體所需的人文關懷和制度問題衍生的社會問題，由于作品大膽創新，起初多为地下作品，进不了正式的发行渠道，人们称之为地下导演，也有人称他们为第六代导演。这其中有代表性的有贾樟柯，路学长，王小帅，張楊，章明，李楊，姜文，王全安，張元等。进入21世纪，文化的逐步開放讓这些电影人纷纷浮出水面，成为政府认可的导演。隨着贾樟柯成为上海国际电影节的评委。王小帅凭借电影《青红》在柏林电影节上获评委会大奖。第六代导演渐渐进入中国电影的创作主流。

#### 台湾（1976至1995年）
1980年代，电视的兴起使得台湾进入“影院空座期”，一群年轻的导演如侯孝贤、杨德昌、王童、陳坤厚、李安、蔡明亮、張艾嘉、林正盛等人以自成一格的电影语言带起了台湾的“新电影运动”。所謂的“新电影”是以个人成长记录及乡土情怀回忆为主要背景，以坎坷人生和现实残酷为主调，注入了大量针对弱势群体與一般大眾的人文关怀。随着侯孝賢導演的《悲情城市》在威尼斯影展获得最高荣誉“金狮奖”，李安導演的《喜宴》對世界影壇帶來的衝擊，台湾电影的凄美风格也同时受到海内外华人及世界各地的认同。無論是楊德昌導演的《牯岭街少年杀人事件》，還是陳坤厚導演的《汪洋中的一条船》和《小城故事》，都充斥了對台灣社會族群對立和邊緣群體狀態的描繪，时至今天，各种深入探讨现实社会亲情、爱情、友情的悲怯电影风格还一直在台湾延续。

#### 香港（1971至1995年）
八十年代的港产片无论产量、票房，还是质量、艺术性均创作出惊人奇迹，形成庞大的电影工业，电影总产值更超过亚洲电影强国印度，跃居世界第二位，仅次于泱泱美国的好莱坞，香港更成为亚洲第一的电影生产地，被称作东方好莱坞。香港电影让全球观众第一次近距离地领略到中国文化的冲击，也让華語电影文化走出家门。
七十年代，香港电视业发展极为迅猛，一批集合中英文化背景成长的导演、编剧、监制等专业幕后人才不断加入影视制作行列，大大提高了电影制作的质量，使得香港电影涌现岀创作的“香港新浪潮”。香港健全的公民社会制度，更带来自由创作的氛围，吸引两岸三地大批文艺工作者来到东方之珠，活跃在港产片的台前幕后。而《七十二家房客》的成功，让被电视征服的电影观众重新回到影院，许氏三兄弟的电影更开创了香港电影明快直接的电影节奏特色。
八十年代，经济的飞跃，一方面使得市民整体生活水平的提高促使整体精神消费额剧增，形成庞大的电影市场；另一方面也使得社会资金流动增多，大量资本投入进电影制作行业。同时电视时代的来临让香港的影视创作队伍不断增强，并且探索出符合香港特色的创作意念，不断有精英加入台前幕后的行列，丰富了香港电影业和电视业的振兴。
外国影视的意识形态冲击，香港自身在经济腾飞下的各种社会转型的生活方式，极大地丰富了香港电影的题材；而以关锦鹏、唐基明、林德禄、严浩、王家卫、王晶、甘国亮、杜琪峰、杨凡、徐克、尔东升、陈果、梁立人、刘伟强、张艾嘉、章国明、黄百鸣、冼杞然、吴宇森、许鞍华、唐季礼、张婉婷、罗启锐、劉國昌、岑建勋、陈友、张之亮、方育平、陈可辛、陈嘉上、陈德森、施南生、罗卓瑶、张坚庭、谭家明、高志森、文隽、林岭东、徐小明、刘镇伟、程小东、郑丹瑞、马楚成、马伟豪等为代表的新导演，与传统在电影片厂岀生的制作人员互相配合，一同采用各种新旧的拍摄手法，不断大胆创作各样新体裁的电影，相互辉映相互碰撞，共同擦出八十年代香港电影黄金时期的火花，香港电影人将港产片、華語電影提升到技艺超凡的层次，除了迎合商业外，更创意无限、娱乐大众，也反映现实、讽刺时弊，真正使香港成为中国的电影王国。不同类别的电影，汇聚一堂：喜剧、文艺片、古装武侠片、灵异片、动作片等；来自两岸三地，不同气质的演员各显神通，无论是演技岀众还是性格另类擅长塑造各类社会阶层边缘角色的性格演员：周润发、成龙、狄龙、钟镇涛、李连杰、任达华、万梓良、吴孟达、周星驰、黄百鸣、刘德华、刘青云、刘松仁、吴镇宇、吴耀汉、冯粹帆、张国荣、张学友、梁家辉、梁朝伟、洪金宝、郑丹瑞、郑则仕、黄秋生、曾志伟、林子祥、岑建勋、泰迪罗宾、许冠文、许冠英、许冠杰、苗桥伟、元彪、吕良伟、黄子华、黄日华、陈百祥、陈百强、黎明、郭富城、郑伊健、钟楚红、郑裕玲、张曼玉、王祖贤、汪明荃、沈殿霞、张艾嘉、林忆莲、林青霞、吴君如、毛舜筠、冯宝宝、叶童、叶玉卿、袁咏仪、关芝琳、夏文汐、利智、邱淑贞、叶德娴、吴嘉丽、梅艳芳、杨紫琼、张敏、罗美薇、刘嘉玲、赵雅芝、萧芳芳、罗兰、黄韵诗、王小凤、周慧敏、林建明、李丽珍、李嘉欣等等，位位都能独树一帜，真正使香港娱乐业成为华人的造星工厂；这些不同风格的元素以各种别具一格的方式结合在一起，使得处于各社会阶层的观众都能获得共鸣，让在经济腾飞和转型的社会思潮中，各类人群都能得到电影故事的震撼和抚慰，从而提升了本地创作的影响力。
而与商业的成功结合，使得華語電影从单纯的精神享受提升为电影工业。一系列电影制作的流程形成固定的模式如艺人的经理人制度、电影票房操作等等。电影产业化使得一批具有雄厚经济实力的电影公司应运而生，如新艺城、嘉禾、美亚、德宝、寰亚等等，这些大型电影公司雄厚的资金实力、强大的组织和动员能力，让香港电影不断创新，好片辈出，佳作涌现，港产片彻底雄霸整个亚洲市场。
值得一提的是，鉴于当年兩岸的政治隔膜，香港作为华人社会中唯一一个自由创作的艺术天堂，因此吸引大量两岸台前幕后的电影精英，香港电影界对于整合两岸文艺工作者起了举足轻重的作用，香港电影真正做到抛弃歧见，团结两岸三地的电影人。直到现在，香港电影业一直为两岸三地的電影人提供了共融的平台。

### 大中華市場
九十年代中期开始，随着两岸三地的经济发展和政治变化，大中华电影随之出现各种整合、融合、调整和转变。
一方面中國大陆的进一步开放，让华语电影工作者找到了新开辟的市场，纷纷北上观望，大批合拍片应运而生；另一方面，伴随着香港回归中国，华语电影的题材和气氛也大大改变。
很多中國大陸出品的电影在国际电影市场得到观众的喜爱。香港导演吴宇森，台湾导演李安在美国好莱坞执导的电影得到好评。例如：谍中谍，卧虎藏龙等。随着陆港台的日益沟通，合资片成为大型电影制作的主流。一来以当地熟悉的演员较易吸引各地观众，如香港演员与大陆演员合作的的《无极》便获得两地的观众收看，二来受限制于中国大陆的须以合资形式营运。与此同时，亦有港台、陆台、港韩、港泰等多种合作关系的合资电影制作。

#### 香港（1996至2000年）
踏入九十年代中期，科技的普及化，让盗版猖獗，电影收看方式随手可得，非电影院专利，情况大大冲击传统电影业的制作发售等盈利模式。使香港电影工业蒙受巨大损失，电影制作规模全面收缩，年均产量从八十年代黄金期的300部电影，下滑到年均只有60部。回归前，中国大陆和香港的社会气氛，导致了一波移民潮，更让香港电影业出现了前所未有的人才流失。种种因素，让香港电影业跌入低谷。
1997年，香港受亚洲金融风暴影響，经济全面倒退，投放电影的资金减半。在种种的逆境和不利气氛下，香港电影人依然不断坚持，努力转型。新锐的都市导演开始闯出名堂，如谷德昭、马荣成、岸西、唐季礼、郑保瑞等，一大批小成本的新锐类型片也应运而生，如描写黑社会的《古惑仔》系列、折射现代男女情感的小品式喜剧如《瘦身男女》、《夏日的么么茶》等；与传统类型电影，如警匪片、灵异鬼片、传统喜剧、动作片等一道烘托出九十年代末香港电影的斑斓彩虹。这些贴近小市民生活情感的作品，大大拉近了电影和社会大众的距离，让处于经济低糜的黎民百姓再次感受到电影的魔力。再次诞生一大批明星如郑秀文、郑伊健、许志安、周华健、袁咏仪、张智霖、梁咏琪、舒淇、金城武、陈晓东、杨恭如、林嘉欣、谢霆锋、陈奕迅、陈慧琳、杨千嬅、任贤齐、吴彦祖、冯德伦、莫文蔚、李心洁等纷纷从银幕上走进千家万户，成为观众的忠实好友和伙伴。
1997年7月1日，香港回归中国，成为特别行政区，實行“一國兩制”，香港电影人也开始寻觅新生的市场。九十年代末，香港电影人开始大举北上，与大陆的电影精英不断互动交流，大批合拍电影出品，如《风云雄霸天下》、《中华英雄》、《蜀山传》等。广泛的大陆市场一方面让香港电影重新获得新的资金和市场，但另一方面碍于内地的政策规矩、保护主义、审查制度等因素，大大制约传统港产片的自由创作，灵活多变、活力十足的香港电影出现了失本土化和内地化。香港电影人也在市场和电影质量上不断取舍，香港电影特色如何发挥成为九十年代末的反思潮流。

#### 台湾 （1996至2000）
1980年代末期開始，錄影帶開始在台灣盛行，導致盜版的電影作品開始在台灣氾濫，而1990年代以後，政府對境外电影的管制解禁，以及有线电视的兴起，讓臺灣電影產業日漸萎縮；而新浪潮電影後大量出現的小眾電影，使臺灣電影作品的種類日趨狹隘，而台灣民眾對所謂「大製作」電影的需求，便被美國電影所替補。在作品不受青睞、連帶使票房不佳的惡性循環之下，臺灣電影的產量銳減，到1990年代末，台湾电影年产不足20部。电影产业出现史无前例的空洞化，不仅资金链条形成缺口，电影投资更无人问津，电影制作团队出现了青黄不接的现象，到1990年代末期，活跃于臺湾影坛的电影制作人都是七八十年代台湾新浪潮的导演。而解嚴以來民主轉型期的政治與社會不安，也加速了台灣電影業的衰退。
迫于现实，大批怀有电影梦想的台湾导演纷纷离開，把电影制作转移到香港、中国大陆、甚至海外，寻求资金和资源。如李安、蔡明亮、林正盛等纷纷招揽资金，资金的艺术导向，也让台湾电影产生出传世佳作，如《卧虎藏龙》、《喜宴》等，偶尔的佳作依然无法刺激台灣電影產業，直至2000年代末期。

#### 中國大陆 （1996至2000）
随着改革开放的深入，市场化的完成，大陆的电影工业开始从宣传工具的角色转变成大众媒体，九十年代中期开始，一大批充满商业气息的大片开始活跃，贺岁片、动作片、喜剧片、战争片等香港电影成功的商业概念开始进军大陆电影市场。
大陸電影市場一片興旺，九十年代末期，伴隨著馮小剛導演的作品《大腕》，中國大陸真正意義上的商業電影誕生。
此後，大陸電影工作者一直在探尋如何將傳統政宣式電影、主旋律電影改革為適合普羅大眾的商業電影。以韓三平為首的大陸電影工作者，身先士卒，提出電影的商業化改革戰略。中國大陸的商業電影市場正式開啟。
踏入二十一世纪，中国大陆强势崛起，成为世界经济引擎，庞大的经济实力统领华语文化潮流席卷全球。回归中華人民共和國后的香港，在经历金融风暴、SARS非典型肺炎肆虐、七一游行等挑战后，借助中國大陸巨大的市场需求再次走出低谷。臺灣也在政黨交替執政下，和平發展。

#### 中國大陆（2001至2006年）
踏入新世纪，中国经济飞速发展，文化市场空前繁荣，总票房不断翻倍飙升。内地院线雨后春笋般建立，由于地产泡沫、人民币升值、通胀加剧等诱因，导致中國大陸电影票价几级翻倍，一线城市的电影票价平均人民幣70至90元，高于人民幣100元的电影票价也比比皆是，看电影成大陆中产阶层的主要消费。观众“值回票价”的心态，驱使齐集大牌明星、场面宏大、投资过亿的电影成消费主导，衍生了中国大陆电影业的大片潮流。
由于大片着力宏大制作，“成本高，明星阵容强”为主要号召力，从而拉高了华人一线影星的片酬，但变相削弱了创作和后期制作团队的酬劳。不少内地的大导演，如张艺谋、陈凯歌、冯小刚等都蜂拥加入拍摄大片，如《十面埋伏》、《英雄》、《无极》、《夜宴》等。
面对大片潮流所主导的电影市场，中國大陸中小成本的制作相對困難，但仍有非大片的電影取得理想成績，如2004年新晋导演宁浩拍摄的小成本电影《疯狂的石头》大收旺场。

#### 香港（2001至2006年）
踏入2000年，香港电影工业开始不断萎缩，一方面，1997年的亚洲金融风暴使无数电影投资商损失惨重，另一方面，香港回归前后的大移民潮也让香港电影业大批精英流失，再者，科技的高速发展和平民化，致使盗版、电脑下载猖獗，传统电影的盈利模式面临崩溃。踏入2003年，非典型肺炎肆虐两岸三地，电影院人烟稀少，香港电影业在多种因素影响下，愁云密布，进入最萎靡惨淡的低谷，但憑著《無間道》在逆市中獲得票房佳績，再次振興電影市場，是一次「非典型成功例子」。
同年，中國中央政府与香港特区政府正式签订CEPA（更紧密经贸合作关系），香港电影（港产片）可以不限配额进入内地院线上画，并且中港合拍片模式也放宽，前所未有、最庞大的华语电影市场第一次向香港电影工业敞开大门，虽要面对新的挑战：大陆審批部门意识形态严重的审查与删剪、内地观众口味的摸索等多种不明朗因素，但大大鼓舞了香港电影业和电影工作者的士气。随着香港电影《少林足球》的大放异彩，一大批曾对香港电影心灰意冷的投资商，偕同众多阔别电影界的台前幕后精英，再次从五湖四海归来重投香港电影工业。香港电影业激发复苏潮流。
与此同时，香港电影的类型和香港电影工作者的方向也出现变化。一大群香港电影工作者返回内地，以中港合拍片模式，拍摄制作大批电影，这些中港合拍片有别于传统的香港电影类型，一方面剧情上要迁就内地各地观众口味，而变得不伦不类，另一方面面对内地国家广电总局的意识形态审查和删剪，传统香港电影（港产片）中天马行空的创意大大受限，面对内地电影市场的庞大潜力，香港电影工作者不断反思改进，务求能开创一种能平衡多方面利益的模式和局面。
有别于北上拍戏的电影人，一大群香港电影工作者则选择留港发展，这群出师本土的新晋导演，如彭浩翔、黄真真、郭子健、伍健雄、麦曦茵、萧定一、钟澍佳、林子聪、黄精甫、曾国祥、郑保瑞、杜琪峰、岸西、許鞍華等等，他们能结合传统港产片天马行空的思维，融入新时代别具一格的语言，每位都自成一格，成功开辟了新世纪香港电影的本土道路。这些香港电影大多是中小成本拍摄，题材和表达方式新奇古怪、创意十足，既带有浓郁的香港文化情结，也能融入华人社会的点滴元素，实验探索味道浓厚，大胆运用各式灵活、创新方式诠释演绎，完全走出传统香港类型片范畴，也摆脱中港合拍片的框架，成功开创香港新世纪电影的风采。面对复苏势头，台前幕后也涌现大批新一代电影工作者，也在尝试中磨练出演技：谢霆锋、张家辉、张柏芝、twins、薛凯琪、房祖名、余文乐、何超仪、谷祖琳、郑中基、陈伟霆、林峰、黄宗泽、方力申、鄧麗欣等等。

#### 台湾（2001至2006年）
对比起中國大陸電影的风生水起，香港电影业的强劲复苏，台湾电影界却显得相当平静。一直以清纯文艺为主旋律的台湾电影业并没起色，反而文艺片的题材却更加重复加固，如延续《喜宴》风格的纯美同性恋电影、日治时期的怀旧电影、仿照香港类型片的黑帮电影等等，不少台湾电影工作者則选择到大陆和香港工作。

### 大中华影圈
二十一世纪的第一个十年，由于中国大陆为全球最大的电影市场之一；香港电影业也重新找到路向，闯出北上合拍和留守香江的两大路径；台湾电影业也在低迷过后，焕发勃勃生机。一个史无前例的华语电影产业已经形成，并瞩目于全球电影市场。

#### 中國大陆（2007至2011年）
走出浮躁的大片潮流，中国大陆的电影人开始以更成熟务实的方式面对迅猛崛起的电影产业，电影类型也不断增加，各式新旧片种被不断激碰尝试。而大制作也重回剧本剧情主导的拍摄方式。
电影投资出现前所未见的繁荣景象，来自世界各地的资金纷纷瞄准大中国市场，拍片量猛然增加至每年超过600部。2010年中国内地票房更突破100亿人民币，形成世界瞩目的电影市场。
飞速发展的电影市场，使得随之成长的电影文化渐渐深入人心；电影创作也受到极大鼓舞。然而，国家广电总局对上映影片的审查依然严厉，这直接导致了中国电影大多重于娱乐，而怵于对社会现实的直接反省和批判；而仿照香港的电影分级制度的建立与否仍然饱受争议。
內地特色的傳統主旋律電影，經過商業包裝，成功演變成星光熠熠的大片，如《建國大業》、《建黨偉業》等，而翻拍舊有題材、經典電影的翻拍潮流也在大陸電影中不斷發酵，陈旧的题材不断翻拍造成创意的扼杀。
2010年大陆商业电影也取得了极大成功，如冯小刚执导的《唐山大地震》和姜文执导的《让子弹飞》分别取得了6亿多人民币的票房，突破了中国电影在本土票房的最好的成绩。不过亿元票房的同时也被媒体批评部分电影存在虚报票房的炒作，以八卦新闻烘托的电影营销手段让观众生厌，这些虚假繁荣被不少电影人诟病，甚至被指出扼杀创意和中小成本电影的生存之路。 （页面存档备份，存于） （页面存档备份，存于）。
2014年中国大陆电影票房超过40亿美圆，超越英国印度和日本，成为仅次于美国的世界第二大电影市场

#### 香港（2007至2013年）
香港电影业经历过低谷和摸索后，被大中华市场重新激活，香港电影人的创作意念更加进入登峰造极的层次，无论是北上的中港合拍片，还是留守本土的纯正港产片，香港电影界以“两条腿走路”（北上合拍和本土创新）的形式奋勇向前。“两条腿”都佳作涌现，如中港合拍片的《功夫》、《叶问》、《十月围城》等，纯香港电影的《天水围的日与夜》、《志明与春娇》、《岁月神偷》、《线人》、《桃姐》、《寒战》等叱咤世界影坛。香港以成熟的制作机制和大量的人才，成为新世紀華語电影的创意之都。
许多久违的前辈电影人，以传统的表达方式再度登场，掀起类型片的复苏潮流，如：港产贺岁喜剧如《最强囍事》《七十二家租客》等、情色三级片如《3D肉蒲团》等、卧底警匪片如《线人》《C+侦探》等、怀旧文艺片如《岁月神偷》《老港正传》等、动作片如《叶问》等、以及励志青春偶像片等。而香港新世代的电影人，则选择大胆创新的语言和表现手法，融汇各式独立电影的拍摄方式，形成气色清新、别具一格的香港新生代电影，如《志明与春娇》、《分手说爱你》、《抱抱俏佳人》等，新旧交碰，互相辉映给予两岸三地观众无限惊喜，票房报捷，更屡获殊荣，扬威国际。2010年罗启锐执导的电影《岁月神偷》获得柏林影展水晶熊大奖；2011年葉德嫻憑著主演許鞍華導演執導的電影《桃姐》，獲得威尼斯影展的最佳女演員，再次讓香港電影蜚聲國際，讓香港和華人电影再次得到國際的嘉許。
电影人阵容也不断庞大， 吸纳来自五湖四海的各界精英。一大批新晋导演，如彭浩翔、黄真真、郭子健、伍健雄、翁子光、麦曦茵、萧定一、毕国智、钟澍佳、吴彦祖、林子聪、黄精甫、曾国祥、叶念琛、云翔、彭氏兄弟、麦婉欣、郑思杰、岸西、孙立基、洪荣杰、深泽宽、崔允信、郑思杰、莊文強、麦兆辉、郑保瑞等在不断尝试实验开创之后，开始自成一格、走向成熟，连同老一辈的导演如许鞍华、杜琪峰、徐克、刘镇伟、王晶、刘伟强、陈嘉上、陈德森、罗启锐、张婉婷、尔冬升、陈可辛、岑建勋、甘国亮、程小东、方平、黄百鸣、曾志伟、麦兆辉、吴思远、张同祖、张艾嘉等创作力依然旺盛的电影界支柱，一起迸发出新世纪香港电影的光彩，并继续发光发热，使得香港电影业再次人才济济、精英云集。而幕前更加精彩，很多阔别影坛的“老中青”演员再次复出，与新星如李治廷、钟嘉欣,周秀娜、罗仲谦、陈伟霆、周柏豪、angelababy、彭罡原、梁洛施、薛凯琪、房祖名、农夫、陳奐仁、杜宇航、王祖蓝、黄宗泽、林峰、徐子珊、陈法拉等一同闪耀大银幕，带来不一样的激情和清新气色，掀起自八十年代香港电影新浪潮后，新一波电影旋风，这股新的电影潮流立足香港，以锐意创新的电影方式征服观众，并席卷两岸三地、世界各地。

#### 臺灣（2007至2011年）
2007年起的全球金融危機，歐美的影視產業受到影響，使得臺灣電影有了喘息的機遇。2008年，魏德聖執導的電影《海角七號》以商業化路線、加上臺灣本土特色的劇情內容，在票房上獲得空前成功。由《海角七號》開始，數部臺灣電影均在臺灣與香港市場有所斬獲，如2011年的《那些年，我們一起追的女孩》和《賽德克·巴萊》更刷新臺灣票房紀錄。自《海角七號》、《艋舺》後，製片制也漸在台灣確立，改變以往單靠導演自理籌資、設備調控等拍片庶務的窘境。
臺灣多數電影工作者均寄望這股「國片復興浪潮」，不再只是曇花一現的榮景，而是讓臺灣電影產業能夠就此站穩腳步、並持續發展。

## 華語電影獎項
- 金馬獎
- 香港電影金像獎
- 金雞獎
- 华语电影传媒大奖

## 華語電影相關條目
- 影史百大華語電影
- 最佳華語電影一百部
- 三大影展華語電影或華人獲獎及評審履歷
- 華語恐怖片史
- 萬象國際華語電影節

## 資料來源